# Gol Gonbad
Gol Gonbad (persiska: گل گنبد, Kombī) är en ort i Iran.   Den ligger i provinsen Khorasan, i den nordöstra delen av landet, 600 km öster om huvudstaden Teheran. Gol Gonbad ligger 1 356 meter över havet och antalet invånare är 276.
Terrängen runt Gol Gonbad är huvudsakligen kuperad, men den allra närmaste omgivningen är platt.Runt Gol Gonbad är det ganska tätbefolkat, med 56 invånare per kvadratkilometer. Närmaste större samhälle är Qanbar Bāghī, 15,2 km nordväst om Gol Gonbad. Trakten runt Gol Gonbad består i huvudsak av gräsmarker.